# وحدة تحكم إي بوت
إي بوت (Ebot ) هي وحدة تحكم مصغرة (Microcontroller Unit) تم ابتكارها من قبل مهندسين كويتيين، وحصلت على جوائز عالمية وإقليمية. وهي عبارة عن جهاز كمبيوتر رقمي محتواه في عنصر صغير متكامل تحتوي على وحدة معالجة (Processor) والذاكرة (RAM) ومبرمج للأجهزة الطرفية: إدخال/ إخراج (Peripherals). تم تصميم وحدة التحكم المصغرة للتطبيقات المدمجة على النقيض من المعالجات المستخدمة في أجهزة الكمبيوتر الشخصية حيث إنها تعمل كمدير تنفيذي لجميع عمليات التحكم.
وتستخدم وحدة التحكم المصغرة في المنتجات والأجهزة، مثل أنظمة التحكم بمحركات السيارات، والأجهزة الطبية، أجهزة التحكم عن بعد والآلات المكتبية، والأجهزة والأدوات الكهربائية ولعب الأطفال وغيرها من نظم التحكم الآلي. فهي اقتصادية وذلك لأنها تحتوي على كل ما يحتاجه الصانع للتحكم ولكن بشكل مصغر وقليل التكلفة مقارنة مع وحدات المعالجة التي تستخدم ذاكرات ومبرمج مدخلات ومخرجات منفصل. لهذا فهي من أنسب المتحكمات المستخدمة في تطبيقات الروبوت وصناعة الأجهزة.

## وحدة إي بوت

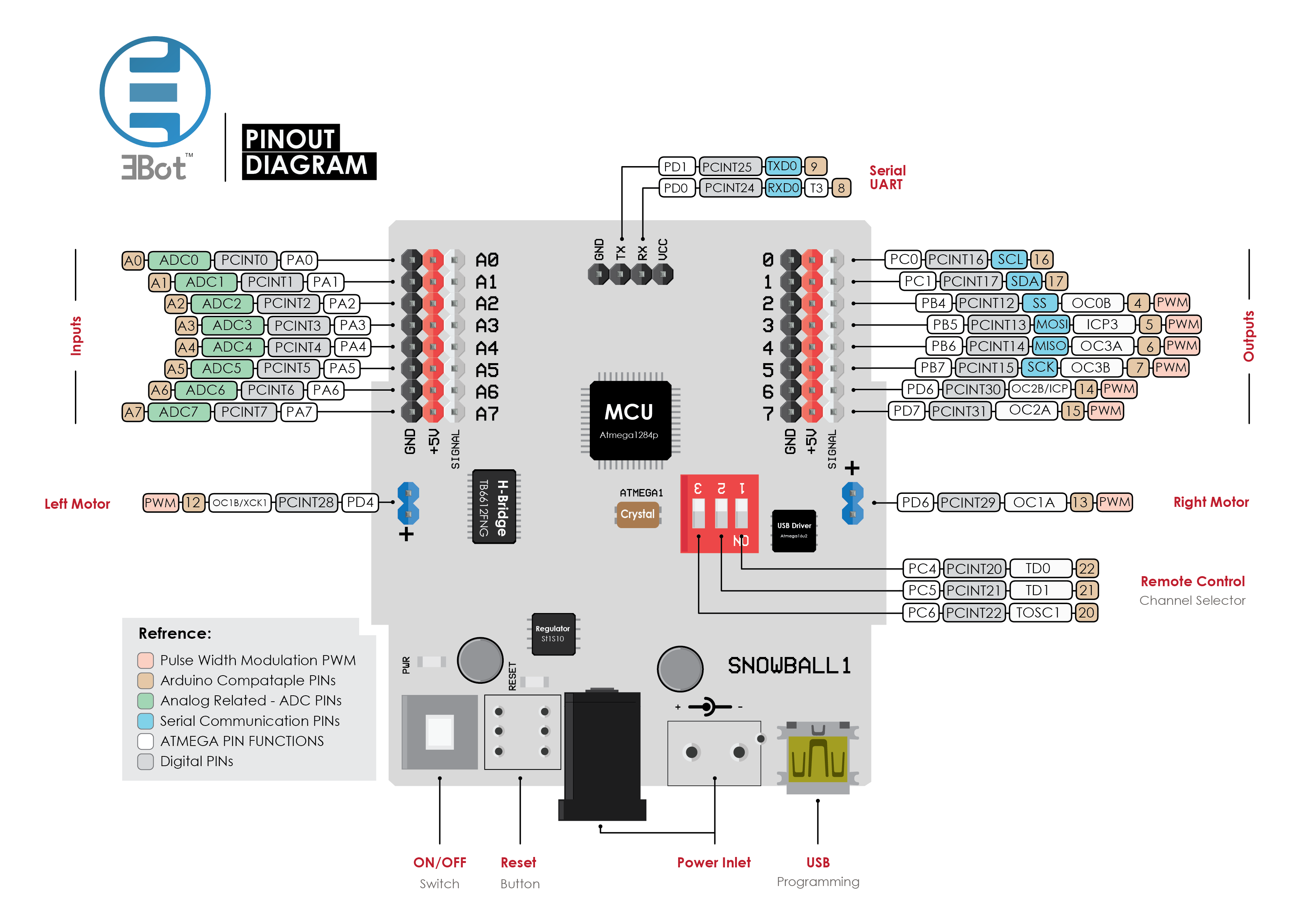
مخطط وحدة إي بوت

تم بناء وحدة (Ebot) باستخدام دائرة (ATMEGA1284P) المدمجة من عائلة (AVR 8-bit microcontroller) وهي وحدات التحكم التي تقوم وحدة بناء الأمر (Command) فيها على ثمانية بتات. ثم تم تصميم شكل لوحة الوحدة بطريقة تُسهّل عملية البرمجة للمستخدم، ولما كانت وحدة (Ebot) مبنية على دائرة (ATMEGA1284P) وجب رسم خريطة تربط مسميات البوابات المستعملة في وحدة (Ebot) مع نظيراتها في الوحدة الرئيسية (ATMEGA1284P) حتى يستطيع المستخدم المتقدم الاستفادة من وحدة (Ebot) للقيام بعمليات معقدة في البرمجة وصناعة الأجهزة.
تم تقسيم الخريطة إلى عدد من الطبقات لتوضيح هذا الترابط، حيث تحتوي الطبقة الأولى (البيضاء) على خريطة بوابات وحدة (ATMEGA1284P)، بينما تحتوي الطبقة الثانية (البنيّة) على بوابات الآردوينو (Bootloader) وهي تقوم على أساس برمجة ال (++C)، وتمثل الطبقة الأخيرة بوابات وحدة (Ebot).
ثم نلاحظ الخريطة الاخيره وهيا الخريطة المتعلقه في وحده إي بوت حيث تم تعديل تلك البوابات وتعديل الخرائط البنائية الأساسية لتتناسب مع مداخل ومخارج هذه الوحدة لتسهيل عملية البرمجة للمستخدم كأساس تعليمي مبسط.

## برنامج إي بوت
يعتبر برنامج (Ebot) التعليمي من أحدث البرامج التعليمية الذي قامت بتطويرة شركة (Creative Bits) والذي يهدف إلى تعليم البرمجة بطريقة سهلة تعتمد على مبدأ السحب والإفلات للأوامر البرمجية دون الدخول في عمليات كتابة البرمجة المعقدة. كما يوفر البرنامج للمستخدمين خصائص كثيرة من أهمها القدرة على البرمجة باستخدام الشاشة النصية (Code Page) والشاشة البرمجية التصويرية (Graphical Page) وشاشات خدمية كشاشة عرض القراءات (Data Lab) وشاشة عرض البيانات التسلسلية المرسلة (Serial Monitor) وشاشة التحكم المباشر (PC Control).
تعتمد فكرة البرنامج على مبدأ المغناطيس (السحب والإفلات) حيث يقوم المستخدم بسحب أحد العناصر البرمجية من إحدى القوائم التي على اليسار (Inputs – Outputs – Flow) ولصقه بنقطة البداية، بعد ذلك عند سحب العنصر التالي سينجذب إلى العنصر السابق وهكذا كما في المثال في الصفحة المقابلة.

## مثال

### خطوات برمجة مستشعر صوتي
1. اسحب عنصر (Buzzer) من قائمة المخرجات (Output).
2. غير خصائص العنصر:
  - Pin (0)
  - Buzzer (Mute)
3. اسحب عنصر (IR) من قائمة المدخلات (Input) وحدد الخصائص التالية:
  - Pin (A0)
  - Sensor Range (Inside)
  - Min Value (600)
  - Max Value (1023)
4. اسحب عنصر (Buzzer) مرة أخرى وضعه داخل الـ (IR) وحدد الخصائص التالية:
  - Pin (0)
  - Buzzer (Sound)
  - Frequency (Do 2093)
  - Duration (Limited 1000)
5. صل وحدة إي بوت باستعمال وصلة USB.
6. إضغط على زر (Download) أعلى يمين الشاشة.

## إي بوت في وسائل الإعلام
مقابلات:
شاهد: مقابلة لمخترعي وحدة تحكم إي بوت (سنوبول سابقًا) مع تلفزيون الراي
شاهد: إي بوت (سنوبول سابقًا) تحصد العديد من الجوائز المحلية والعالمية
مشاركات في معارض عالمية:
اقرأ: إي بوت (سنوبول سابقًا) في إكسبوميلانو

## الجوائز التي حصلت عليها وحدة إي بوت
- المركز الأول في جائزة القمة العالمية -  2015
- المركز الأول في التحدي العربي لتطبيقات الجوال -  2015
- المركز الأول في مسابقة الكويت للمحتوى الإلكتروني - الكويت
- المركز الأول في المعرض الدولي للاختراعات في الشرق الأوسط -  2015
- المركز الأول في مسابقة كلاور للروبوتات الخدمية - الكويت -  2015

## تعليم الروبوت في الكويت
يتم حاليا تدريس منهج الروبوت من قبل وزارة التربية في 15 مدرسة للتجربة وسيتم تعميم المنهج على كل مدارس الوزارة للمرحلتين الابتدائية والمتوسطة بعد التأكد من أهمية الروبوت ووجوده في كل المناهج الهندسية والتي تهدف إلى زيادة انتشار هذه التكنولوجيا وبث روح المنافسة والإبداع بين أبنائنا الطلبة.
وأشار وزير التربية ووزير التعليم العالي د.بدر العيسى إلى أن منهج الروبوت سيطبق العام الدراسي المقبل بشكل أكبر وأوسع في جميع مدارس الكويت، لان منهجه ينمي القدرات الذهنية للطلاب، لافتا إلى أنه من خلال تطبيق المنهج في بعض المدارس تبين أنه بحاجة إلى تحسين أكثر، لذلك نسعى إلى تفادي تلك الأخطاء في السنوات المقبلة.

## مسابقة الوطنية لعلوم الروبوت في الكويت
تعتبر مسابقة علم الروبوتات فرصةً لتشجيع الطلاب على التعلّم الذاتي وتنمية قدراتهم على حلّ المشاكل، من خلال توظيف العلوم والمفاهيم الرياضية لابتكار حلول علمية تتناسب مع البيئة المحيطة. وبحيث أنّ بناء روبوت هو عملية دقيقة وصعبة، تحتاج إلى عمل جماعي من كلّ أفراد الفريق، فتتظافر جهودهم وتقوى الروابط بينهم في سبيل تحقيق هذه الغاية.
اكتسب الطلّاب الكثير من هذه القيم والمهارات الحياتية والعلمية أثناء عملهم على مشاريعهم، وفقًا لما أشار إليه بدر العيسى، وزير التربية والتعليم العالي. «فدور المسابقات العلمية هام جدّاً وحيويّ للطلّاب من ناحية تطوير القدرات والإمكانيات، وتشجيع الابتكار في المجالات العلمية التي تشهد قفزاتٍ متطوّرةً اليوم».
المسابقة الوطنية لعلوم الروبوت هي إحدى المبادرات الوطنية الهادفة للارتقاء بمستوى التعليم والطلاب والدمج بين المناهج العلمية وتطبيقاتها الحياتية، بهدف تعزيز دور البحث العلمي وتحفيز الطلاب على التعرّف على مجالات العلوم.
«أنشأنا هذه المسابقة لقلة المسابقات العلمية الهادفة إلى استخدام التكنولوجيا والعلوم كأدوات للابتكار،» وفقاً لما قاله البناي الذي أضاف أنّ «علم الروبوتات يجمع بين علوم مثل الميكانيك والكهرباء والبرمجة والهندسة والتصميم، وهي وسيلة فعالة لتدريب طلابنا على أساليب البحث العلمي والاختراع».
شاهد: حديث عن المسابقة الوطنية لعلوم الروبوت الثانية التي ينظمها مركز صباح الأحمد للموهبة والإبداع - تلفزيون الوطن
شاهد: المسابقة الوطنية لعلوم الروبوت 2015